# Annette Kopetzki

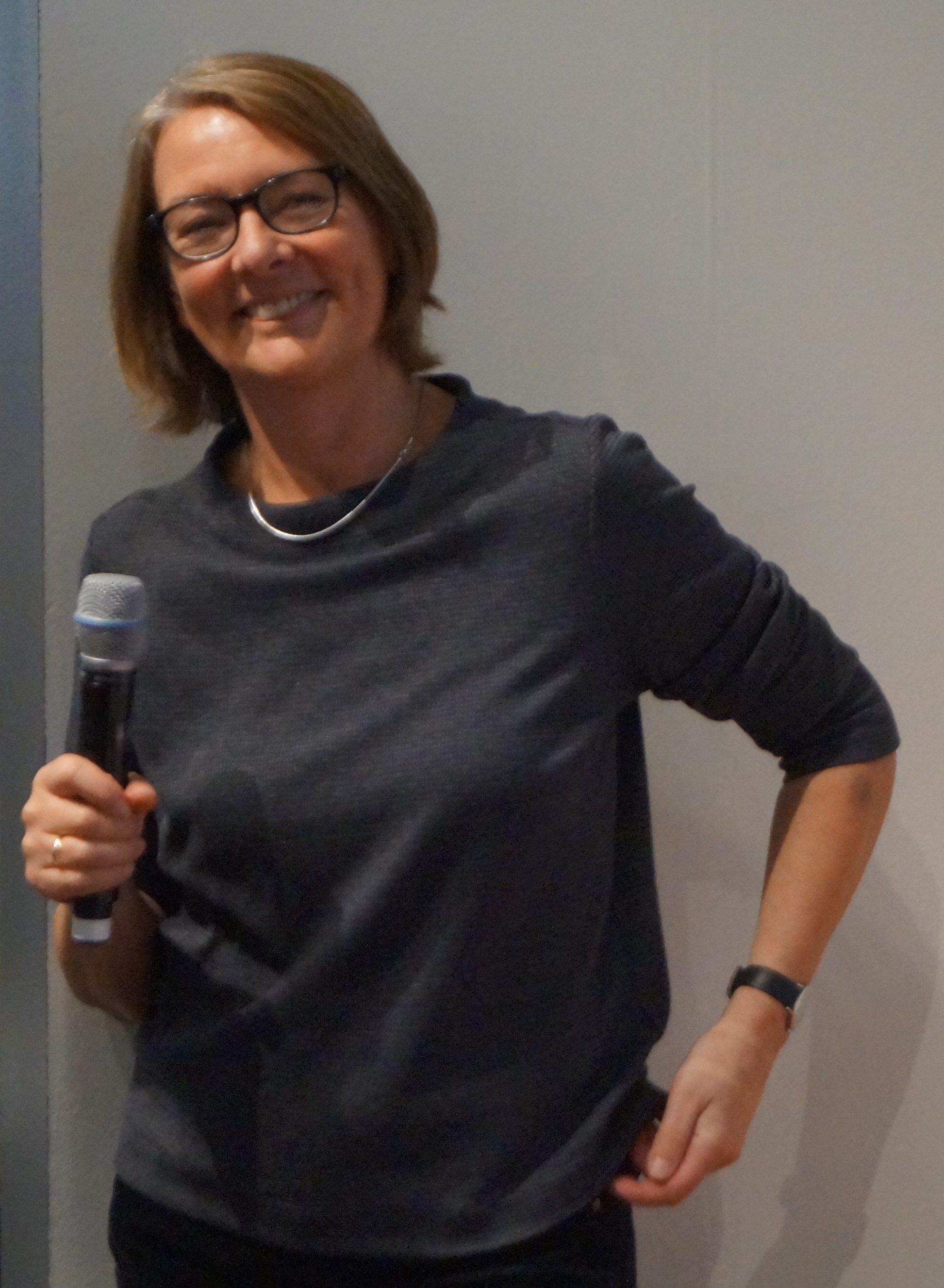
Annette Kopetzki auf der Frankfurter Buchmesse 2019

Annette Kopetzki (* 1954 in Hamburg) ist eine deutsche Literaturübersetzerin, die insbesondere aus dem Italienischen übersetzt.

## Leben
Kopetzki studierte an der Universität Hamburg Germanistik, Philosophie und Pädagogik. 1980 absolvierte sie ihr Staatsexamen. Von 1980 bis 1992 war sie in Italien als Lektorin für deutsche Sprache und Literatur an der Universität Chieti-Pescara und der Universität La Sapienza in Rom tätig. Nebenbei arbeitete sie als freiberufliche Journalistin für deutsche Zeitungen und Zeitschriften und den Hörfunk. Von 1990 bis 1992 war sie Dozentin an der Scuola Superiore per Interpreti e Traduttori (Fachhochschule für Übersetzer und Dolmetscher) in Rom.
1995 schloss sie ihre Promotion am Literaturwissenschaftlichen Seminar der Universität Hamburg, mit einer Arbeit über sprachtheoretische und ästhetische Probleme der literarischen Übersetzung, ab. Von 1995 bis 2000 war sie am selben Institut als Lehrbeauftragte tätig und gab Seminare u. a. über die Geschichte der Übersetzungstheorie und Probleme der literarischen Übersetzung.
Seit 1998 ist Kopetzki in Hamburg als freiberufliche literarische Übersetzerin und als Gutachterin für zahlreiche namhafte deutsche Verlagshäuser (u. a. Rowohlt, C.H. Beck, Hoffmann & Campe) tätig. Im Wintersemester 2021/22 hatte sie eine DÜF-Gastdozentur am Institut für Romanistik an der Martin-Luther-Universität Halle-Wittenberg inne.
Sie ist Mitglied im Verband deutschsprachiger Übersetzer literarischer und wissenschaftlicher Werke (VdÜ) und Gründungsmitglied der Weltlesebühne e. V.

## Jurytätigkeit
1999 und 2005 war Kopetzki Mitglied der Jury der Hamburger Förderpreise für Literatur und literarische Übersetzungen. Sie ist ständiges Mitglied der Jury des Erlanger Literaturpreises für Poesie als Übersetzung.

## Übersetzungen
Annette Kopetzki hat Werke u. a. von Alessandro Baricco, Andrea Camilleri, Edmondo De Amicis, Erri De Luca, Monaldi & Sorti, Pier Paolo Pasolini und Roberto Saviano ins Deutsche übertragen.

## Eigene Veröffentlichungen
- Beim Wort nehmen. Sprachtheoretische und ästhetische Probleme der literarischen Übersetzung. Metzler & Poeschel, Stuttgart 1996, ISBN 3-476-45156-9.
- Literarische Übersetzung. (mit Friedmar Apel) Metzler, Stuttgart/Weimar 2003, ISBN 3-476-12206-9.

## Auszeichnungen
- 1998, 2003, 2016: Hamburger Förderpreis für literarische Übersetzungen
- 2009, 2010, 2011, 2014, 2018: Arbeitsstipendien des Deutschen Übersetzerfonds e. V.
- 2019: Paul-Celan-Preis[3]
- 2024: Mazzucchetti-Gschwend-Übersetzungspreis[4]